# Брий и неговото момче
„Брий и неговото момче“ (на английски: The Horse and His Boy) е фентъзи-роман за деца от К. С. Луис. Книгата е издадена през 1954 г., което я прави петата от седемте книги от „Хрониките на Нарния“. Въпреки това, в хронологията на действието описано в романите, „Брий и неговото момче“ се подрежда на трето място. Това е единственият роман от „Хрониките на Нарния“, в който не участва нито едно дете от нашия свят, въпреки че участват вече порасналите крале и кралици Питър, Едмънд, Сюзън и Луси (които участват и в романа „Лъвът, Вещицата и дрешникът“).

## Сюжет
Главно действащо лице в „Брий и неговото момче“ е момчето Шаста, което е намерено и отгледано от Аршийш, рибар от Калормен. Аршийш се съгласява да продаде момчето. Шаста е радостен да разбере, че не е истински син на рибаря и отива да изчака новият си господар в конюшната. Докато Шаста остава в конюшната конят на неговия нов господар проговаря. Момчето разбира, че конят се казва Брий и че някога е живял в Нарния, където има и други говорещи животни. В крайна сметка двамата решават да избягат от Калормен и да се опитат да стигнат до свободната страна Нарния. Още в началото на своето пътуване към Нарния Брий и Шаста срещат и друга двойка, опитваща се да избяга от Калормен – момичето Аравис и нейния говорещ кон Хуин. Аравис произхожда от аристократично семейство от Калормен и също се опитва да стигне до Нарния, и четиримата решават да пътуват заедно.
Когато четиримата достигат до столицата на Калормен – Ташбаан, те решават да преминат през града. Докато се движат през града четиримата попадат на кралска делегация от Нарния. Когато виждат Шашта нарниянците решават, че той е Корин, принцът на Арченланд, който също е част от делегацията. В началото Шаста е твърде уплашен, за да им каже, че е станала грешка, затова нарниянците го отвеждат до двореца, където са настанени. Той разбира, че нарниянците се готвят да избягат от Калормен, за да не бъде принудена кралица Сюзън да се омъжи за принца на Калормен – Рабадаш. Когато Шаста остава сам той се среща с истинския принс Корин, който много прилича на него. Той казва на Шаста как да се измъкне от града.
Междувременно Аравис бива разпозната от своята приятелка Лазаралийн и двете отиват в двореца, където Лазаралийн живее. Лазаралийн се съгласява да не издава плана за бягство на Аравис, въпреки че не разбира защо приятелката и иска да се лиши от богатия живот в Калормен. Докато Лазаралийн с опитва да помогне на Аравис да избяга от двореца, двете попадат в стаята на владетеля на Калормен – Тисрок и разбират, че той има намерение да нападне Арченланд и по-късно Нарния.
След като Аравис успява да напусне града, тя се събира с Шаста и двата говорещи коня. В крайна сметка четиримата решават да се опитат да преминат през пустинята, която разделя Калормен от Арченланд, и да предупредят кралят на Арченланд – Лун, за предстоящото нападение. Четиримата успяват да стигнат навреме, като в края на пътуването биват преследвани от лъв (оказва се, че това е самия Аслан), което ги кара да се придвижват по-бързо. Шаста успява да стигне до крал Лун и да го предупреди и се включва в битката срещу калорменците. В битката се включва и Нарния и в крайна сметка калорменците биват победени а принц Рабадаш бива пленен.
В края на романа става ясно, че Шаста в действителност е принц Кор – брат близнак на принц Корин и той става наследник на трона на Арченланд.